# Christian Petzold (compositor)
Christian Petzold (Königstein (Saxònia), 1677 – No se sap res sobre les circumstàncies de la data de la seva mort de Petzold, en general es dona com el 2 de juliol de 1733, però, la seva vacant en la cort es va omplir el 22 de juny, i una carta de sol·licitud d'ocupar aquesta vacant (per Christoph Schaffrath) es data 2 de juny. Fou un organista i compositor alemany.
Conegut com alguns d'altres del mateix cognom, per Bezeld o Pezelius. El 1672 ingressà en un monestir de Sant Agustí de Praga, però abandonà furtivament aquella residència i s'establí a Bautzen, on es convertí al protestantisme. Es distingí com a compositor de música instrumental, i especialment per a instruments de vent, i fou músic titular, primer de Bautzen, i després de Leipzig i Dresden on tingué alumnes com els germans Graun.
Publicà:
- Musica vespertina Lipsiaca (1669);
- Hora dècima...musikalische Arbeil zum Abblasen (1670);
- Arien über die überflussingen Gedanken (1673);
- Bicinia variorum instrumentorum, ut a Violinis, Cornettis, Flautis, Clarinis et Fagotis cum appendice a 2 Bombardinis vulgo Schalmey (1674);
- Intraden inzwei Teilen (1676);
- Intraden a 4 nehmlich mit einem Kornett und drei Trombonen (1683);
- Fünfstimmige blasende Abendmusik... (1684);
- Musikalische Gemütsergötzum gen, bestehend in Allemanden (1685);
- Opus musicum cum sonatarum praestantissimarum 6 instrumentis instructum... (1686);
- Musica curiosa Lipsiaca... (1686).

A més, deixà, l'obra vocal Jahrgang über die Evangelia von 3-5 Vokalstimmen nebst 2-5 Instrumenten (1678), i els escrits sobre música titulats Infelix musicus (1678), i Observationes musice (1678-83).